# すもも (番組)
『すもも』とは、Mopal（ムーパル）で2009年10月から放送されているバラエティ番組。現在月2回　金曜日に無料配信している。

## 概要
- 「もぎたて美少女が水着で大運動会！」新人アイドルが水着姿で競うバラエティ番組。

## 出演者
- 高井亜耶乃
- 山下若菜
- ウクレレえいじ
- いちご姫
- 河口えり
- 二階堂瞳子
- 山口衣裏
- 大西美夢
- 長谷由実子
- 濱綾香
- 丘英莉
- 吉澤彩佳
- 坂上麻美
- 成田ゆうこ
- 星美りか
- 佐藤江利奈